# Olga Ponjee
Olga Sophie Henriët Ponjee (Utrecht, 19 oktober 1983) is een Nederlandse schrijfster van filmscenario's, boeken en games. Haar vader is componist Ted Ponjee en haar grootmoeder de Nederlandse verzetsstrijdster Zus Boerma-Derksen. 

## Biografie
Ponjee werd geboren in Utrecht en verhuisde op jonge leeftijd naar Soest, waar ze Het Baarnsch Lyceum bezocht. Ze studeerde psychologie en filosofie aan de Universiteit van Utrecht om vervolgens over te stappen naar de studie scenario aan de Nederlandse Filmacademie. Deze studie rondde ze af in 2009/2010 met de jeugdserie Het mysterie van de Volle Maan en de historische fantasyfilm De Schaduw van Bonifatius met in de hoofdrol Jan Decleir.
Na haar studie schreef Ponjee mee aan de serie Feuten (2012) en de bioscoopfilm De ontsnapping (2015) naar het boek van Heleen van Royen. Ze debuteerde in 2018 met de klimaatthriller Het Verdronken Land en schreef in 2023 de serie Oneindig. In datzelfde jaar won ze de Rode Oor juryprijs voor het beste literaire erotische verhaal van Nederland en Vlaanderen. 
Over het leven van haar vader, componist en saxofonist Ted Ponjee, schreef ze het scenario Voortjagers, dat in 2020 werd bekroond met de ANV Visser-Neerlandiaprijs, voor het beste nog niet verfilmde scenario van Nederland en Vlaanderen.